# Věrchnije Lichobory (stanice metra v Moskvě)
Věrchnije Lichobory (rusky Верхние Лихоборы) je stanice moskevského metra na Ljublinsko-Dmitrovské lince. Byla zprovozněna v rámci úseku Petrovsko-Razumovskaja – Seligerskaja, nachází se nachází mezi stanicemi Seligerskaja a Okružnaja. Jedná se o nejdále umístěnou stanici metra hlubokého založení od centra města.

## Charakter stanice
Stanice Věrchnije Lichobory se nachází na hranicích čtvrtí Beskudnikovskij rajon (Бескудниковский район) a Zapadnoje Děgunino (Западное Дегунино) na Dmitrovském šosse (Дмитровское шоссе). Stanice bude disponovat dvěma podzemními vestibuly. Jižní, který byl zprovozněn spolu s vlastní stanicí, se nachází na západní straně Dmitrovského šosse u má východy u Dubininské (Дубнинская улица) a Věrchnělichoborské (Верхнелихоборская улица) ulice k 1. mikrorajonu v Beskudnikovském rajonu. Východy z dosud nezprovozněného severního vestibulu povedou díky již existujícímu podchodu na obě strany Dmitrovského šosse, k Beskudnikovskému bulváru (Бескудниковский бульвар), ke kostelu sv. Innocence i k 5. mikrorajonu v Beskudnikovském rajonu. 
Nástupiště je s vestibulem propojeno prostřednictvím eskalátorů, v jednom z vestibulů se nachází výtahy. Poprvé v moskevském metru jsou zde a ve stanici Okružnaja upravena schodiště tak, že rampa pro cestující s pohybovými omezeními se nachází uprostřed schodiště a ne na kraji, jak dosud bývalo zvykem. Stanice je postavena ve stejném stylu jako ostatní stanice v úseku Butyrskaja – Věrchnije Lichobory. Sloupy jsou ve směru do centrálního sálu stanice obloženy bílým mramorem, ve směru do nástupiště barevným – v tomto případě  tmavě červeným. Kromě toho byl k obložení využita i žula v šedých a černých odstínech. Na schodech je vždy použita žula s protiskluzovou úpravou. 
V blízkosti stanice se bude nacházet depo Lichobory, k němuž je před stanicí postavena odbočka. 